# Moishe
Moische oder Moishe ist ein hauptsächlich aschkenasischer männlicher Vorname. Es handelt sich um die jiddische und aschkenasische Aussprache von Moses. 

## Namensträger
- Moische Broderson (1890–1956), jiddisch schreibender Schriftsteller
- Moishe Friedman (* 1972), US-amerikanischer antizionistischer Aktivist und Holocaustleugner
- Moische Kulbak (1896–1937), belarussisch-litauischer Dichter in jiddischer Sprache
- Moishe Postone (1942–2018), kanadischer Historiker und Marxist
- Moishe Rosen (1932–2010), Gründer und späterer Geschäftsführer von Jews for Jesus
- Moische Chazkelewitsch Schagalow (1887–1985), französischer Maler belarussisch-jüdisch-orthodoxer Herkunft, bekannt als Marc Chagall
- Moische Zilberfarb (1876–1934), jüdisch-ukrainischer Politiker und Intellektueller, Begründer der Vereinigten Jüdischen Sozialistischen Partei